# Androcharta
Androcharta is een geslacht van vlinders van de familie spinneruilen (Erebidae), uit de onderfamilie Arctiinae.

## Soorten
- A. cassotis Druce, 1883
- A. diversipennis Walker, 1854
- A. giganteum Druce, 1899
- A. hoffmannsi Rothschild, 1912
- A. klagesi Rothschild, 1912
- A. meones Cramer, 1780
- A. rubricincta Burmeister, 1868
- A. stretchii Butler, 1876